# Unión Progreso y Democracia
Unión Progreso y Democracia (Unie, Vooruitgang en Democratie) is een Spaanse politieke partij. De partij is opgericht in 2007 met als doel het doorbreken van het duale politieke landschap in Spanje waar de macht gedeeld wordt tussen twee partijen: de socialistische Partido Socialista Obrero Español (PSOE) en de conservatieve Partido Popular (PP). De partij zelf zegt links noch rechts te zijn, en politicologen en de buitenlandse pers plaatsen de groepering in het centrum.
UPyD is de jongste partij met een vertegenwoordiging op nationaal niveau, en zetelt tijdens de huidige, tiende legislatuur met 5 afgevaardigden in het congres. De partij vormt daar een eigen fractie en hoeft geen deel uit te maken van de grupo mixto (de gemengde fractie) die andere kleine partijen met elkaar moeten delen. Woordvoerder van de partij is Rosa Díez.